# Lista siturilor arheologice din județul Olt
Lista siturilor arheologice din județul Olt conține toate siturile arheologice din județul Olt înscrise în Repertoriul Arheologic Național (RAN). RAN este administrat de Ministerul Culturii și Patrimoniului Național și cuprinde date științifice, cartografice, topografice, imagini și planuri, precum și orice alte informații privitoare la zonele cu potențial arheologic, studiate sau nu, încă existente sau dispărute.
Datorită numărului mare de situri, această listă a fost împărțită după localitatea în care se află situl. Dacă știți localitatea (satul sau orașul) în care se află situl, alegeți localitatea din lista din această pagină. Dacă nu știți localitatea, puteți căuta un sit din județ folosind formularul de mai jos.
| A ↑ A B C D E F G H I Î J K L M N O P Q R S Ș T Ț U V W X Y Z ↓ | A ↑ A B C D E F G H I Î J K L M N O P Q R S Ș T Ț U V W X Y Z ↓ | A ↑ A B C D E F G H I Î J K L M N O P Q R S Ș T Ț U V W X Y Z ↓ | A ↑ A B C D E F G H I Î J K L M N O P Q R S Ș T Ț U V W X Y Z ↓ | A ↑ A B C D E F G H I Î J K L M N O P Q R S Ș T Ț U V W X Y Z ↓ | A ↑ A B C D E F G H I Î J K L M N O P Q R S Ș T Ț U V W X Y Z ↓ | A ↑ A B C D E F G H I Î J K L M N O P Q R S Ș T Ț U V W X Y Z ↓ | A ↑ A B C D E F G H I Î J K L M N O P Q R S Ș T Ț U V W X Y Z ↓ | A ↑ A B C D E F G H I Î J K L M N O P Q R S Ș T Ț U V W X Y Z ↓ | A ↑ A B C D E F G H I Î J K L M N O P Q R S Ș T Ț U V W X Y Z ↓ |
| --------------------------------------------------------------- | --------------------------------------------------------------- | --------------------------------------------------------------- | --------------------------------------------------------------- | --------------------------------------------------------------- | --------------------------------------------------------------- | --------------------------------------------------------------- | --------------------------------------------------------------- | --------------------------------------------------------------- | --------------------------------------------------------------- |
| Albești                                                         | Alimănești                                                      |                                                                 |                                                                 |                                                                 |                                                                 |                                                                 |                                                                 |                                                                 |                                                                 |
| B ↑ A B C D E F G H I Î J K L M N O P Q R S Ș T Ț U V W X Y Z ↓ |                                                                 |                                                                 |                                                                 |                                                                 |                                                                 |                                                                 |                                                                 |                                                                 |                                                                 |
| Bălănești                                                       | Bărcănești                                                      | Beria de Sus                                                    | Braneț                                                          | Brâncoveni                                                      |                                                                 |                                                                 |                                                                 |                                                                 |                                                                 |
| Brebeni                                                         | Buicești                                                        |                                                                 |                                                                 |                                                                 |                                                                 |                                                                 |                                                                 |                                                                 |                                                                 |
| C ↑ A B C D E F G H I Î J K L M N O P Q R S Ș T Ț U V W X Y Z ↓ |                                                                 |                                                                 |                                                                 |                                                                 |                                                                 |                                                                 |                                                                 |                                                                 |                                                                 |
| Caracal                                                         | Cârlogani                                                       | Chilia                                                          | Colonești                                                       | Corabia                                                         |                                                                 |                                                                 |                                                                 |                                                                 |                                                                 |
| Cornățelu                                                       | Crâmpoia                                                        | Crușovu                                                         |                                                                 |                                                                 |                                                                 |                                                                 |                                                                 |                                                                 |                                                                 |
| D ↑ A B C D E F G H I Î J K L M N O P Q R S Ș T Ț U V W X Y Z ↓ |                                                                 |                                                                 |                                                                 |                                                                 |                                                                 |                                                                 |                                                                 |                                                                 |                                                                 |
| Dăneasa                                                         | Dobrosloveni                                                    | Drăgănești-Olt                                                  | Drăghiceni                                                      |                                                                 |                                                                 |                                                                 |                                                                 |                                                                 |                                                                 |
| E ↑ A B C D E F G H I Î J K L M N O P Q R S Ș T Ț U V W X Y Z ↓ |                                                                 |                                                                 |                                                                 |                                                                 |                                                                 |                                                                 |                                                                 |                                                                 |                                                                 |
| Enoșești                                                        |                                                                 |                                                                 |                                                                 |                                                                 |                                                                 |                                                                 |                                                                 |                                                                 |                                                                 |
| F ↑ A B C D E F G H I Î J K L M N O P Q R S Ș T Ț U V W X Y Z ↓ |                                                                 |                                                                 |                                                                 |                                                                 |                                                                 |                                                                 |                                                                 |                                                                 |                                                                 |
| Fărcașele                                                       |                                                                 |                                                                 |                                                                 |                                                                 |                                                                 |                                                                 |                                                                 |                                                                 |                                                                 |
| G ↑ A B C D E F G H I Î J K L M N O P Q R S Ș T Ț U V W X Y Z ↓ |                                                                 |                                                                 |                                                                 |                                                                 |                                                                 |                                                                 |                                                                 |                                                                 |                                                                 |
| Găneasa                                                         | Gârcov                                                          | Ghimpețeni                                                      | Grădinile                                                       | Gropșani                                                        |                                                                 |                                                                 |                                                                 |                                                                 |                                                                 |
| H ↑ A B C D E F G H I Î J K L M N O P Q R S Ș T Ț U V W X Y Z ↓ |                                                                 |                                                                 |                                                                 |                                                                 |                                                                 |                                                                 |                                                                 |                                                                 |                                                                 |
| Hotărani                                                        |                                                                 |                                                                 |                                                                 |                                                                 |                                                                 |                                                                 |                                                                 |                                                                 |                                                                 |
| I ↑ A B C D E F G H I Î J K L M N O P Q R S Ș T Ț U V W X Y Z ↓ |                                                                 |                                                                 |                                                                 |                                                                 |                                                                 |                                                                 |                                                                 |                                                                 |                                                                 |
| Ipotești                                                        |                                                                 |                                                                 |                                                                 |                                                                 |                                                                 |                                                                 |                                                                 |                                                                 |                                                                 |
| L ↑ A B C D E F G H I Î J K L M N O P Q R S Ș T Ț U V W X Y Z ↓ |                                                                 |                                                                 |                                                                 |                                                                 |                                                                 |                                                                 |                                                                 |                                                                 |                                                                 |
| Liiceni                                                         |                                                                 |                                                                 |                                                                 |                                                                 |                                                                 |                                                                 |                                                                 |                                                                 |                                                                 |
| M ↑ A B C D E F G H I Î J K L M N O P Q R S Ș T Ț U V W X Y Z ↓ |                                                                 |                                                                 |                                                                 |                                                                 |                                                                 |                                                                 |                                                                 |                                                                 |                                                                 |
| Mărgăritești                                                    | Mărunței                                                        | Mihăești                                                        | Milcovu din Vale                                                |                                                                 |                                                                 |                                                                 |                                                                 |                                                                 |                                                                 |
| O ↑ A B C D E F G H I Î J K L M N O P Q R S Ș T Ț U V W X Y Z ↓ |                                                                 |                                                                 |                                                                 |                                                                 |                                                                 |                                                                 |                                                                 |                                                                 |                                                                 |
| Optași                                                          | Orlea                                                           |                                                                 |                                                                 |                                                                 |                                                                 |                                                                 |                                                                 |                                                                 |                                                                 |
| P ↑ A B C D E F G H I Î J K L M N O P Q R S Ș T Ț U V W X Y Z ↓ |                                                                 |                                                                 |                                                                 |                                                                 |                                                                 |                                                                 |                                                                 |                                                                 |                                                                 |
| Piatra-Olt                                                      |                                                                 |                                                                 |                                                                 |                                                                 |                                                                 |                                                                 |                                                                 |                                                                 |                                                                 |
| R ↑ A B C D E F G H I Î J K L M N O P Q R S Ș T Ț U V W X Y Z ↓ |                                                                 |                                                                 |                                                                 |                                                                 |                                                                 |                                                                 |                                                                 |                                                                 |                                                                 |
| Radomirești                                                     | Reșca                                                           | Roșienii Mari                                                   |                                                                 |                                                                 |                                                                 |                                                                 |                                                                 |                                                                 |                                                                 |
| S ↑ A B C D E F G H I Î J K L M N O P Q R S Ș T Ț U V W X Y Z ↓ |                                                                 |                                                                 |                                                                 |                                                                 |                                                                 |                                                                 |                                                                 |                                                                 |                                                                 |
| Slatina                                                         | Slăveni                                                         | Sprâncenata                                                     | Stoicănești                                                     |                                                                 |                                                                 |                                                                 |                                                                 |                                                                 |                                                                 |
| T ↑ A B C D E F G H I Î J K L M N O P Q R S Ș T Ț U V W X Y Z ↓ |                                                                 |                                                                 |                                                                 |                                                                 |                                                                 |                                                                 |                                                                 |                                                                 |                                                                 |
| Teslui                                                          |                                                                 |                                                                 |                                                                 |                                                                 |                                                                 |                                                                 |                                                                 |                                                                 |                                                                 |
| V ↑ A B C D E F G H I Î J K L M N O P Q R S Ș T Ț U V W X Y Z ↓ |                                                                 |                                                                 |                                                                 |                                                                 |                                                                 |                                                                 |                                                                 |                                                                 |                                                                 |
| Vădastra                                                        | Vâlcelele de Sus                                                | Verguleasa                                                      | Vineți                                                          | Vlădila                                                         |                                                                 |                                                                 |                                                                 |                                                                 |                                                                 |
| Vulturești                                                      |                                                                 |                                                                 |                                                                 |                                                                 |                                                                 |                                                                 |                                                                 |                                                                 |                                                                 |